# Кімната нагорі (фільм, 1959)
«Кімната нагорі» (фр. Room at the Top) — британський фільм-драма 1959 року, поставлений режисером Джеком Клейтоном за однойменним романом Джона Брейна, який був опублікований у 1957 році.

## Сюжет
Честолюбний провінціал Джо Лемптон (Лоуренс Гарві) приїжджає в сусіднє місто з надією зробити кар'єру та знайти своє місце під сонцем. Мрії можуть здійснитися за допомогою Сьюзен (Гізер Сірс), прекрасної доньки найбагатішої та найвпливовішої людини міста — містера Брауна (Дональд Вулфіт). Щоби з нею зблизитися, Джо записується в місцевий любительський театр, де грає Сьюзен, та знайомиться з Еліс Ейсджіл (Симона Синьйоре), красивою немолодою жінкою, чоловік якої постійно їй зраджує. Еліс йому співзвучна, вони стають друзями, потім коханцями; пізніше Джо кидає Еліс, зближується зі Сьюзен, закохує її в себе і проводить з нею ніч, але це не приносить йому радості. Її батьки проти Джо Лемптона, і, відчуваючи недобре, посилають свою доньку на деякий час до Європи. Джо розуміє, що по-справжньому кохає Еліс, і повертається до неї; він вже відмовився від своїх честолюбних планів, і вони разом планують одружитися, але в цей час повертається Сьюзен, і виявляється, що вона вагітна. Містер і місіс Браун спішно готують весілля; Еліс, почувши про це, прямує у бар, і сильно перебравши, вирушає на машині на той пагорб, де вони з Джо уперше зблизилися, але після повернення потрапляє в аварію і гине. Джо, дізнавшись про загибель Еліс, теж намагається заглушити горе алкоголем, вплутується у бійку і його б'ють до напів-смерті. Врешті-решт Джо і Сьюзен одружуються.

## У ролях
| Лоуренс Гарві       | ···· | Джо Лемптон  |
| Симона Синьйоре     | ···· | Еліс Ейсджіл |
| Гізер Сірс          | ···· | Сьюзен Браун |
| Герміона Бадделі    | ···· | Елспет       |
| Дональд Вулфіт      | ···· | містер Браун |
| Амброзsна Філлпоттс | ···· | місіс Браун  |
| Дональд Г'юстон     | ···· | Чарльз Соумс |
| Безіл Дігнам        | ···· | священик     |

## Знімальна група
- Автори сценарію — Ніл Петерсон, Мордукей Ріхлер (в титрах не зазначений)
- Режисер-постановник — Джек Клейтон
- Продюсери — Джеймс Вулф, Джон Вулф
- Асоційований продюсер — Реймонд Анзарут
- Композитор — Маріо Нашімбене
- Оператор — Френсіс Фредді
- Монтаж — Ральф Кемплен
- Артдиректор — Ральф В. Брайнтон

## Нагороди та номінації
| Список нагород та номінацій       | Список нагород та номінацій | Список нагород та номінацій         | Список нагород та номінацій | Список нагород та номінацій | Список нагород та номінацій |
| Кінопремія                        | Дата церемонії              | Категорія                           | Номінант(и)                 | Результат                   | Дж                          |
| --------------------------------- | --------------------------- | ----------------------------------- | --------------------------- | --------------------------- | --------------------------- |
| Каннський кінофестиваль           | 30 квітня 1959              | Золота пальмова гілка               | Кімната нагорі              | Номінація                   |                             |
| Каннський кінофестиваль           | 30 квітня 1959              | Найкраща акторка                    | Симона Синьйоре             | Перемога                    |                             |
| Премія Юссі                       | 1959                        | Диплом за заслуги іноземній акторці | Симона Синьйоре             | Перемога                    |                             |
| Премія БАФТА                      | 1959                        | Найкращий фільм                     | Кімната нагорі              | Перемога                    |                             |
| Премія БАФТА                      | 1959                        | Найкращий британський фільм         | Кімната нагорі              | Перемога                    |                             |
| Премія БАФТА                      | 1959                        | Найкращий британський актор         | Лоуренс Гарві               | Номінація                   |                             |
| Премія БАФТА                      | 1959                        | Найкращий британський актор         | Дональд Вулфіт              | Номінація                   |                             |
| Премія БАФТА                      | 1959                        | Найкраща британська акторка         | Герміона Бадделі            | Номінація                   |                             |
| Премія БАФТА                      | 1959                        | Найкраща іноземна акторка           | Симона Синьйоре             | Перемога                    |                             |
| Премія БАФТА                      | 1959                        | Найкращий дебют у головній ролі     | Мері Піч                    | Номінація                   |                             |
| Премія «Оскар»                    | 1960                        | Найкращий фільм                     | Кімната нагорі              | Номінація                   |                             |
| Премія «Оскар»                    | 1960                        | Найкращий режисер                   | Джек Клейтон                | Номінація                   |                             |
| Премія «Оскар»                    | 1960                        | Найкращий актор                     | Лоуренс Гарві               | Номінація                   |                             |
| Премія «Оскар»                    | 1960                        | Найкраща акторка                    | Симона Синьйоре             | Перемога                    |                             |
| Премія «Оскар»                    | 1960                        | Найкраща акторка другого плану      | Герміона Бадделі            | Номінація                   |                             |
| Премія «Оскар»                    | 1960                        | Найкращий адаптований сценарій      | Ніл Петерсон                | Перемога                    |                             |
| Золотий глобус                    | 1960                        | Найкраща акторка — Драма            | Симона Синьоре              | Номінація                   |                             |
| Золотий глобус                    | 1960                        | Премія Самюеля Голдвіна             | Кімната нагорі              | Перемога                    |                             |
| Національна рада кінокритиків США | 1960                        | ТОП іноземний фільмів               | Кімната нагорі              | Номінація                   |                             |
| Національна рада кінокритиків США | 1960                        | Найкраща акторка                    | Симона Синьйоре             | Перемога                    |                             |